# Вежбічани (Великопольське воєводство)
Вежбічани (пол. Wierzbiczany) — село в Польщі, у гміні Ґнезно Гнезненського повіту Великопольського воєводства.
Населення — 229 осіб (2011).
У 1975-1998 роках село належало до Познанського воєводства.

## Демографія
Демографічна структура станом на 31 березня 2011 року:
|          | Загалом | Допрацездатний вік | Працездатний вік | Постпрацездатний вік |
| -------- | ------- | ------------------ | ---------------- | -------------------- |
| Чоловіки | 118     | 31                 | 78               | 9                    |
| Жінки    | 111     | 23                 | 71               | 17                   |
| Разом    | 229     | 54                 | 149              | 26                   |